# Eremophila succinea
Eremophila succinea är en flenörtsväxtart som beskrevs av Chinnock. Eremophila succinea ingår i släktet Eremophila och familjen flenörtsväxter. Inga underarter finns listade i Catalogue of Life.